# Эгейская плита

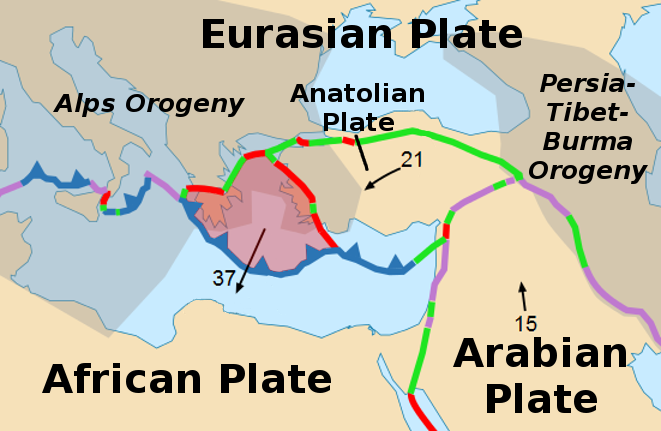
Эгейская плита среди соседних

Эгейская плита (плита Эгейского моря) — малая литосферная плита в восточном Средиземноморье, примыкающая к Евразийской, Афро-Аравийской и Анатолийской плитам. Расположена под югом Греции и западом Турции.
На юге ограничена активной зоной субдукции (поддвига Афро-Аравийской плиты), над которой развивается Южно-Эгейская вулканическая дуга. Здесь продолжается поддвигание реликтовой коры океана Тетис под Европу. Впадина Эгейского моря представляет собой кайнозойский задуговый бассейн. Тектоническая подвижность сопровождается интенсивной сейсмичностью.